# Ordinul Republicii (Republica Moldova)
Ordinul Republicii este distincția de stat supremă a Republicii Moldova care se conferă pentru „merite excepționale în toate domeniile de activitate întru binele Patriei și al omenirii”. A fost instituit la 30 iulie 1992 prin Legea nr. 1123 cu privire la distincțiile de stat ale Republicii Moldova; primii cavaleri ai ordinului au fost decorați în același an.

## Descriere
Însemnul Ordinului „Ordinul Republicii” reprezintă o stea convexă cu 16 colțuri formate din fascicule de raze piramidale divergente multiplicate, în relief, opt centrale de aur, a câte 5 raze, alternate cu opt intercalate, broșând, de argint, a câte trei raze. Vârfurile razelor centrale ale fasciculelor de aur se înscriu într-un cerc imaginar cu diametrul de 45 mm, iar ale celor de argint – într-un cerc imaginar cu diametrul de 43 mm. Steaua este încărcată cu un medalion rotund cu diametrul de 25 mm, având chenar-cadru de aur în relief, iar în mijloc, în câmp alb, broșând, imaginea în relief a Stemei de Stat a Republicii Moldova, acvila și accesoriile acvilei fiind în întregime de aur.
Reversul însemnului are gravat în incizie numărul de rând al distincției și este prevăzut cu o urechiușă mascată, sudată de reversul însemnului în dreptul vârfului razei superioare, prin care, cu ajutorul unui ineluș de aur cu diametrul de 10 mm, însemnul se fixează de colanul ordinului.
Însemnul se confecționează din argint, poleit cu aur și emailat.
Colanul ordinului este constituit din trei tipuri de cartușe circulare, toate executate în relief, prevăzute pe părțile laterale cu câte două tortițe pătrate, cu colțurile ușor rotunjite, pentru prinderea lănțișoarelor. Cartușele sunt unite între ele cu un lanț dublu de argint, din zale dreptunghiulare, cu colțurile ușor rotunjite.
Cartușul central, singular, de argint brunat, reprezintă o cunună circulară continuă închisă, din ramuri de măslin cu fructe, înscrisă într-un cerc imaginar cu diametrul de 25 mm, peste care broșează ajurat o cruce recruciată, cu înălțimea de 21 mm. Cartușul este prevăzut suplimentar, pe partea de jos, cu o toartă decorativă pentru suspendarea însemnului distincției.
Celelalte două tipuri de cartușe, de aur, reprezintă o cununiță circulară continuă închisă din ramuri de măslin cu fructe, legate cu panglici, înscrisă într-un cerc imaginar cu diametrul de 21 mm. Peste cunună broșează ajurat și retras de marginea exterioară a cununii figuri individualizatoare, cartușele fiind înlănțuite alternativ: pe primele cartușe din dreapta și stânga cartușului central broșează un scut heraldic de tip triunghiular, purtând stema istorică a Țării Moldovei (un cap de bour, însoțit între coarne de o stea cu 5 raze, la dextra de o roză heraldică și la senestra de o semilună conturnată); pe următoarele cartușe broșează o acvilă romană, reprezentată heraldic.
Colanul se confecționează din metal comun necoroziv, poleit cu aur, poleit cu argint și lăcuit și are lungimea de circa 800 mm.
Panglica baretei de substituire a Ordinului „Ordinul Republicii” reprezintă un tricolor vertical albastru (Pantone 293 C) – galben (Pantone 109 C) – roșu (Pantone 186 C), în culorile naționale ale Republicii Moldova, și are în mijlocul câmpului galben imaginea Stemei de Stat a Republicii Moldova, acvila și accesoriile acvilei fiind în întregime de aur (h 9 mm).

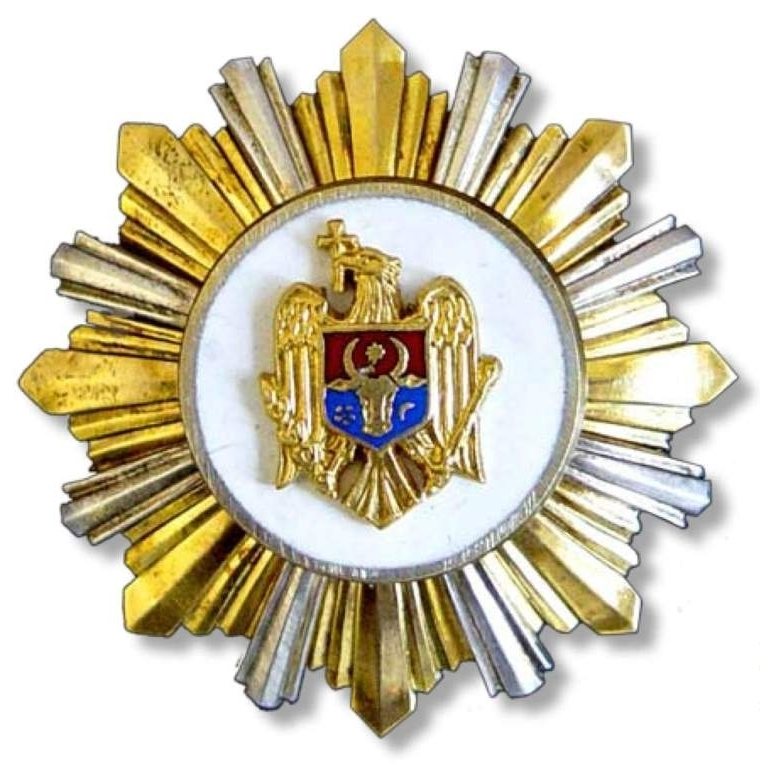
Medalia în detaliu
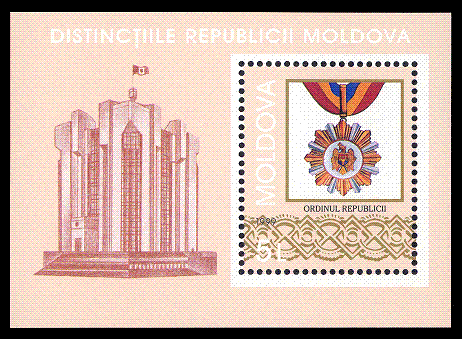
Timbru poștal cu imaginea medaliei
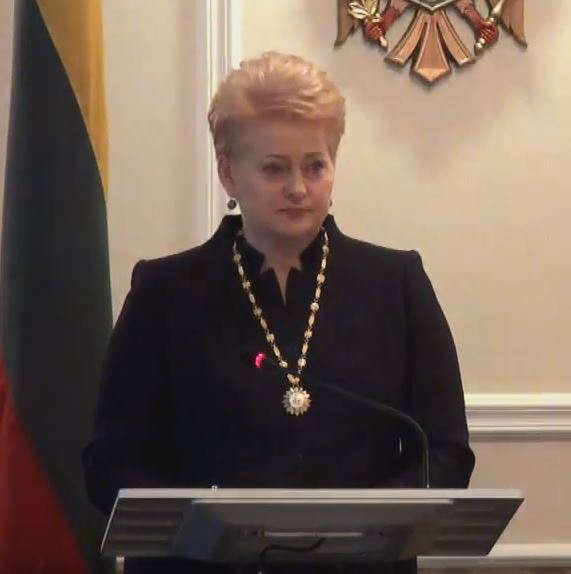
Președintele Lituaniei, Dalia Grybauskaitė, purtând Ordinul Republicii

## Decernare
Conform legii, Ordinul Republicii se conferă cetățenilor Republicii Moldova, cât și cetățenilor străini și apatrizilor, de asemenea întreprinderilor, instituțiilor, organizațiilor, colectivelor de creație și unităților militare din țară sau din străinătate. Poate fi decernat și post-mortem. Doar Președintele Republicii Moldova poate decerna ordinul, prin decret prezidențial. Dacă el însuși este decernat, el primește medalia de la Prezidiul Parlamentului.
Persoanele care au fost distinse cu decorații de stat trebuie să le păstreze cu grijă. Fiecare distincție se înscrie în fișa de personală a celui decorat. Cavalerii ordinului au dreptul să utilizeze simbolistica acestei decorații în calitate de element aplicat pe ștampila personală, pe cartea de vizită. Duplicate ale decorațiilor de stat nu se eliberează; aceasta se poate întâmpla doar la decizia Președintelui, în cazul în care ordinul a fost pierdut în urma unei calamități naturale sau au avut loc alte circumstanțe în care prevenirea pierderii era imposibilă. Ordinile, medaliile, adeverințele și insignele care au aparținut persoanelor decedate rămân în patrimoniul familiilor acestora. Persoanele decorate care au ieșit la pensie beneficiază de un adaos la pensie în valoare de 500 lei moldovenești.
De-a lungul timpului, Ordinul Republicii a fost conferit veteranilor de război, personalităților cu merite deosebite în cultură, știință, sport, medicină și alte domenii, cât și unor politicieni, disidenți politici sau oameni politici din străinătate. Mircea Snegur, primul președinte al Republicii Moldova, a oferit 104 medalii. Petru Lucinschi și Vladimir Voronin au decorat 59 și, respectiv, 74 de oameni și organizații. Președinții interimari Mihai Ghimpu și Marian Lupu, în doi ani și jumătate, au scris mai multe decrete de decorare cu Ordinul Republicii: Ghimpu a oferit 133 de medalii, iar Lupu 24. Vlad Filat, și el interimar, nu a conferit niciun ordin în cele trei zile de interimat. Nicolae Timofti a oferit peste 264 de medalii. Igor Dodon a semnat primul decret de decorare a unor persoane cu Ordinul Republicii la doar câteva zile de la inaugurare; în perioada mandatului său a decorat 164 de persoane și șapte instituții.

## Controverse
Decizia președintelui de a decora anumite persoane au stârnit critici încă de la începutul anilor 1990. Vladimir Voronin a atras o atenție deosebită atunci când a dispus decorarea lui Ivan Bodiul, ex-prim-secretar al Comitetului Central al Partidului Comunist. Decretul a stârnit un val de critici din partea altor deținători ai ordinului, printre care scriitorii Grigore Vieru și Nicolae Dabija. Tot Voronin a decorat mai multe persoane din anturajul său, unele dintre care au fost cercetate penal ulterior.
În perioada post-PCRM, Mihai Ghimpu a fost criticat de comuniști pentru „graba de a decora persoane ce urmau să-i servească lui Ghimpu politica de guvernare”, printre persoanele decorate fiind identificați oameni apropiați lui. Nicolae Timofti este președintele cu cele mai multe ordine conferite. În 2012, primul său an în fotoliul de președinte, Timofti a decorat cu Ordinul Republicii printr-un singur decret 226 de oameni, semnatari ai Declarației de independență a Republicii Moldova. Gestul a fost criticat printre altele de generalul Ion Costaș, care a declarat: „Nu meritau să primească Ordinul Republicii semnatarii Declarației de Independență. Nu este un eveniment că a semnat o hârtie. [...] Este o făcătură despre care e mult de discutat, iar ordinele s-au dat în stânga și în dreapta”. Decorarea în 2014 a unui grup de politicieni care au contribuit la semnarea Acordului de asociere cu Uniunea Europeană a făcut unii cavaleri ai Ordinului să renunțe la acesta, pe motiv că „funcționarii cu pricina nu aveau dreptul moral la distincții, iar locul multora dintre ei ar fi la pușcărie”, iar unul din politicienii decorați este suspectat de mai multe atacuri raider. Directorului întreprinderii „Apă-Canal” Chișinău, Constantin Becciev, i-a fost deschis un dosar penal la scurt timp după decorarea cu Ordinul Republicii, în urma unui audit care constata că întreprinderea a făcut cheltuieli exagerate din banii publici. Decorarea președinților străini a fost de asemenea criticată, atât de opinia publică pro-rusă, ca în cazul decorării președintei Lituaniei Dalia Grybauskaitė, cât și de cea pro-europeană, în urma decorării președintelui Republicii Belarus Alexandr Lukașenko.

## Cavaleri ai Ordinului Republicii

### Anii 1990

#### 1992
- Sergiu Andreev, plutonier de poliție[3][15]
- Ion Fulga, sergent major de poliție[3][16]
- Anton Gămurari, colonel de poliție[3][17]
- Victor Gusleacov, comisar de poliție[3][18]
- Dumitru Roman, caporal de poliție[3]
- Nicolae Sulac, Artist al Poporului[3][19]
- Ion Mițcul, președintele Comitetului executiv Dubăsari[3]
- Eugen Pâslaru, președintele Comitetului executiv Căușeni[3]
- Grigore Popovici, prim-adjunct al ministrului Tineretului, Sportului și Turismului[3][20]
- Tudor Casapu, campion olimpic[3][20]
- Veronica Garștea, dirijoare[3]
- Maria Bieșu, primadona Operei Naționale[3][21]
- Vladimir Curbet, conducător al Ansamblului „Joc”[3]
- Mihail Grecu, artist plastic[3][22]
- Ion Aldea-Teodorovici, compozitor[3][23]
- Doina Aldea-Teodorovici, interpretă de muzică ușoară[3] (1993, după alte surse[23])

#### 1993
- Domnica Darienco, actriță[24]
- Eugeniu Ureche, actor[24]
- Valeriu Cupcea, actor[24]
- Vasile Micu, Institutul de Cercetări Științifice „Porumbeni”[24][25]
- Victor Șaragov, director, AO “Combinatul de pâine” Bălți[24]
- Mihai Vronschih, director al Asociației științifice „Selecția”[24]
- Constantin Popovici, istoric literar[24]
- Pavel Barbalat, președinte al Curții Constituționale[24]
- Mihai Munteanu, tenor[26]

#### 1994
- Ion Bostan, rector UTM[27]
- Eva Gudumac, doctor habilitat în medicină[28]
- Dumitru Tabac, medic[28]
- Efim Tiron, medic[28]
- Artiom Lazarev, academician, AȘM[29]
- Fiodor Idjilov, director al sovhozului „Albota”, raionul Taraclia[30]
- Sava Arnăut, doctor în științe agricole[31]
- Mihai Lupașcu, academician al Academiei de Științe a Moldovei[31]
- Petru Patron, șef de catedră la Universitatea Agrară de Stat din Moldova, membru-corespondent al AȘM[31]
- Dumitru Blajinu, muzician[32]
- Mefodie Apostol, Artist al Poporului[33]
- Petru Baracci, Artist al Poporului[33]
- Constantin Constantinov, Artist al Poporului[33]
- Arcadie Plațînda, Artist al Poporului[33]
- Chiril Știrbu, Artist al Poporului[33]

#### 1995
- Natalia Gheorghiu, membru-corespondent al Academiei de Științe a Moldovei[34]
- Andrei Frunza, mecanic la mașina de tăiat piatră la mina „Mineral” din Cricova, concernul „Inmacon”[35]
- Ion Stratulea, conducător auto în gospodăria agricolă „Călmățui”, raionul Hîncești, Ministerul Agriculturii și Alimentației[35]
- Mihai Gajiu, președinte al gospodăriei agricole „Patria”, raionul Drochia[36]
- Ion Popușoi, director al Institutului de Protecție Biologică a Plantelor, AȘM[37]
- Vasile Rusu, președinte al Comisiei Parlamentului Republicii Moldova pentru agricultură și industria de prelucrare[38]
- Nicolai Vetrogon, director al Regiei „Apă-Canal”, or. Chișinău[39]
- Nicolae Corlăteanu, academician[40]
- Ion Popovici, șef al Direcției generale a Ministerului Agriculturii[41]
- Valeriu Sîtari, președinte al asociației agricole „Hlina”, raionul Briceni[41]
- Victor Gherlac, Artist al Poporului[42]
- Ilie Untilă, academician[24]
- Mihail Sîromeatnicov, președinte al S.A. „Pelinia”[24]
- Zaharii Pascalov, conducător de brigadă în Firma agricolă „Tvardița”[43]
- Valentina Halitov, profesor universitar, USMF „N. Testemițanu”[24]
- Alexandru Nacu, șef de catedră, USMF „N. Testemițanu”[24]
- Gheorghe Paladi, șef de catedră, USMF „N. Testemițanu”[24]
- Alexei Iașan, președinte al Asociației pe acțiuni „Corjeuți”[24]
- Alexandru Chiricoi, președinte al colhozului „Miciurin”[44]

#### 1996
- Emilian Chirtoacă, șef de secție la Procuratura Generală[45]
- Vasile Guțu, procuror, Procuratura Generală[45]
- Liubomir Iorga, maestru emerit în arte[46]
- Valentina Savițchi, Artistă a Poporului[47]
- Anatol Codru, președinte al Uniunii Cineaștilor din Moldova[48]
- Sergiu Rădăuțanu, director al Centrului de materiale semiconductoare al Institutului de Fizică Aplicată[49]
- Mihail Dumbravanu, președinte al Societății pe acțiuni „Corlăteni”[50]
- Vladimir Beșleagă, scriitor[51]
- Pavel Vlad, vicepreședinte al AȘM[52]
- Vasile Vasilache, scriitor[53]
- Mihai Cimpoi, scriitor[54]
- Igor Crețu, traducător[54]
- Nicolae Dabija, scriitor[54]
- Alexei Marinat, scriitor[54]
- Dumitru Matcovschi, scriitor[54]
- Spiridon Vangheli, scriitor[54]
- Grigore Vieru, poet[54]
- Silviu Berejan, director al Institutului de Lingvistică al AȘM[55]
- Anatol Ciobanu, șef de catedră, USM[55]
- Ion Hadârcă, scriitor[55]
- Leonida Lari, scriitoare[55]
- Nicolae Juravschi, medaliat cu argint la Jocurile Olimpice de la Atlanta la proba de canoe dublu[56]
- Alexandru Samoilă, director artistic al Operei Naționale[57]
- Dumitru Coval, șef de catedră, USM[58]
- Pavel Grigorcea, conferențiar, USM[58]
- Andrei Andrieș, președinte al Academiei de Științe[59]
- Vladimir Andrunachievici, colaborator științific principal, AȘM[59]
- Haralambie Corbu, academician[59]
- Anatol Drumea, director al Institutului de Geofizică și Geologie, AȘM[59]
- Dumitru Ghițu, director al Centrului științific al Institutului de Fizică Aplicată, AȘM[59]
- Boris Melnic, membru al prezidiului AȘM[59]
- Vsevolod Moscalenco, Institutul de Fizică Aplicată, AȘM[59]
- Gheorghe Șișcanu, secretar științific general al AȘM[59]
- Ion Borșevici, director al Centrului de studii analitice și cercetări științifice al Universității Libere Internaționale din Moldova[60]
- Sveatoslav Moscalenco, șef de secție la Institutul de Fizică Aplicată al Academiei de Științe a Moldovei[61]
- Eleonora Romanescu, pictoriță[24]
- Valentina Rusu-Ciobanu, artist plastic[24]
- Veniamin Apostol, rector al Institutului de Stat al Artelor.[62]
- Eugen Platon, regizor la Opera Națională[62]

#### 1997
- Eugen Doga, compozitor[63]
- Saveli Parmacli, conducător de brigadă în Firma agricolă „Valea Perjei”[64]
- Alexandr Jdanov, parlamentar[65]
- Sofia Rotaru, Artistă a Poporului[66]
- Eugen Coșeriu, lingvist, membru de onoare al AȘM[67]
- Vasile Zagorschi, profesor universitar la Academia de Muzică „Gavriil Musicescu”[68]
- Valeriu Obreja, președinte al Cooperativei Agricole „Ciobalaccia”[69]
- Timofei Moșneaga, medic-șef al Spitalului Clinic Republican[70]
- Vasile Cherdivarenco, vicepreședinte al Comisiei pentru cultură, știință, învățămînt și mijloace de informare în masă a Parlamentului[71]

#### 1998
- Nicolae Vrănceanu, președinte al S.A. „Agro-Dacia”[72]
- Serghei Beznoșcenco, deputat în Parlament[73]
- Mihai Petric, artist plastic[74]
- Eugen Gladun, șef de catedră la USMF „Nicolae Testemițanu”, director al Institutului de Cercetări Științifice în Domeniul Ocrotirii Sănătății Mamei și Copilului[75]
- Leonid Cemortan, colaborator științific principal la Institutul de Istorie și Teoria Artei al AȘM[76]
- Victor Ciutac, Artist al Poporului[76]
- Ilie Bogdesco, pictor[77]
- Valeriu Gagiu, scenarist și regizor[78]
- Glebus Sainciuc, Artist al Poporului[79]
- Jacques Chirac, președinte al Republicii Franceze[80]
- Victor Teleucă, scriitor[81]
- Ada Zevin, pictoriță[82]
- Zinaida Julea, Artistă a Poporului[83]

#### 1999
- Ion Neagu, președinte al Cooperativei agricole de producție și consum „Agrofitovinprom”, Nisporeni[84]
- Tudor Secrieru, director al S.A. „Sepoca”, Leova[84]
- Gheorghe Rusnac, rector al Universității de Stat din Moldova[85]
- Ion Șcurea, regizor la Teatrul „Ginta Latină”, Chișinău[86]
- Juan Antonio Samaranch, președinte al Comitetului Internațional Olimpic[87]
- Mitropolitul Vladimir, Mitropolit al Chișinăului și Întregii Moldove[88]
- Konstantinos Stefanopoulos, președinte al Republicii Elene[24]
- Victor Martîniuc, director general al Regiei Transport Electric Chișinău[89]
- Victor Pușcaș, președinte al Curții Supreme de Justiție[90]

### Anii 2000

#### 2000
- Mircea Snegur, primul președinte al Republicii Moldova[91]
- Victor Guțuleac, rector (comandant) al Academiei de Poliție „Ștefan cel Mare”[92]
- Serafim Urechean, primar general al mun. Chișinău[93]
- Arhip Cibotaru, membru al Consiliului Coordonator al Audiovizualului[94]
- Irina Arhipova, solistă la Teatrul Mare Academic de Stat, președinte al Uniunii Internaționale a Muzicienilor[95]
- Vladimir Șmarov, președinte al Comitetului veteranilor de război din Republica Moldova[96]
- Ludmila Scalnîi, președinte al Asociației de Relații cu Țările Lumii „Dacia”, președinte al Asociației Femeilor din Republica Moldova[97]
- Eugeniu Hrișcev, rector al Academiei de Studii Economice a Moldovei[98]
- Alexandru Lozanciuc, Artist al Poporului[99]
- Ion Țaranu, director al Colegiului Național de Viticultură[100]
- Gheorghe Mustea, rector la Universitatea de Stat a Artelor, compozitor[101]
- Emil Constantinescu, președinte al României[102]
- Valentin Bodiul, director general al Combinatului de vinuri „Cricova”[103]
- Ion Morozan, director general al S.A. „Orhei-Vit”[103]
- Piotr Parlikov, președinte al Cooperativei agricole „Tvardița”, județul Taraclia[103]
- Vasile Iovu, Artist al Poporului[104]
- Emil Loteanu, regizor, scenarist[105]
- Nicolai Savostin, președinte al Centrului Obștesc din Moldova „Moștenirea lui A. Pușkin”[106]

#### 2001
- Anatoli Gorbunov, șef al firmei de construcție a drumurilor „Edilitate”[107]
- Nicolae Filip, rector al Universității de Stat „Alecu Russo” din Bălți[108]
- Iuri Canașin, sculptor[109]
- Sergiu Cuciuc, pictor, critic de artă[109]
- Petru Gozun, președinte al Federației de dans sportiv[110]
- Mihai Dolgan, director artistic al formației „Noroc”[111]
- Aureliu Busuioc, scriitor[112]
- Dumitru Fusu, actor[113]
- Leonid Talmaci, guvernator al Băncii Naționale a Moldovei[114]
- Natalia Vrabie, președinte al Consiliului de administrație al Băncii Comerciale „Moldova-Agroindbank” S.A.[114]

- Andrei Timuș, cercetător științific principal la Institutul de Filosofie, Sociologie și Drept al Academiei de Științe a Moldovei[115]
- Vladimir Pascalov, președinte al cooperativei agricole de producție „Corten”, județul Taraclia[116]
- Ana Rudenco, președinte al cooperativei agricole de producție „Brezoaia”, județul Tighina[116]

#### 2002
- Vasile Volosiuc, membru al Consiliului Organizației Veteranilor din Republica Moldova[117]
- Dumitru Zidu (post-mortem), parlamentar[118]
- Mihail Platon, rector al Academiei de Administrare Publică de pe lângă Guvernul Republicii Moldova[119]
- Combinatul de vinuri „Cricova” S.A.[120]
- Mihail Popovici, director al Institutului de Cardiologie[121]
- Nicolae Chiseev, judecător demisionat, Jurist Emerit din Republica Moldova[122]
- Ștefan Arnautov, președinte al Cooperativei Agricole „Elita Alexanderfeld”, județul Cahul[123]
- Vasile Iovv, prim-viceprim-ministru[124]

#### 2003
- Ivan Bodiul, ex-prim-secretar al CC al Partidului Comunist al Moldovei[125]
- Miron Gagauz, director general al Întreprinderii de stat „Calea Ferată din Moldova”[126]
- Leonid Kucima, președintele Ucrainei[127]

#### 2004
- Ion Ababii, rector al USMF „Nicolae Testemițanu”[128]
- Ivan Demcenco, președinte al Concernului republican de producție al industriei materialelor de construcție „Inmacom”[129]
- Gheorghe Tabunșcic, guvernator (bașcan) al UTA Gagauz-Yeri[130]
- Ion Suruceanu, Artist al Poporului[131]
- Süleyman Demirel, ex-președinte al Republicii Turcia[132]
- Mihail Garștea, ministru al industriei[133]

#### 2005
- Timofei Țepordei, președinte al agrofirmei „Cimișlia” S.A.[134]
- Petru Lucinschi, ex-președinte al Republicii Moldova[135]
- Ivan Calin, deputat[136]
- Vadim Mișin, deputat[137]
- Maria Scripnic, director general al Societății pe Acțiuni „Magazinul universal central «UNIC»” din municipiul Chișinău[138]
- Feodor Furdui, prim-vicepreședinte al Academiei de Științe a Moldovei[139]
- Tudor Topor, vicedirector al Întreprinderii mixte „Ungheni-Vin” S.A.[140]
- Ansamblul național „Joc”[141]
- Vasile Anestiadi, profesor universitar la Universitatea de Stat de Medicină și Farmacie „Nicolae Testemițanu”[142]
- Gheorghe Ghidirim, șef de catedră la USMF „Nicolae Testemițanu”[142]
- Aglaia Ostrovscaia, director al Fabricii de Confecții „Ionel” S.A.[143]
- Valerian Revenco, ex-ministru al sănătății și protecției sociale[144]
- Preafericitul Părinte Alexei al II-lea, Patriarhul Moscovei și al Întregii Rusii[145]

#### 2006
- Zinaida Greceanîi, prim-viceprim-ministru[146]
- Vladislav Cutîrchin[147]
- Simion Toma, academician coordonator al Secției științe agricole la Academia de Științe a Moldovei[148]
- Vladimir Molojen, ministru al dezvoltării informaționale[149]
- Boris Marian, redactor-șef al revistei „Moldova”[150]
- Ilarion Ceban, director general al Societății pe Acțiuni „Alfa-Nistru”[151]
- Valeria Șterbeț, Președinte al Curții Supreme de Justiție[152]
- Iacob Negru, președinte al Cooperativei Agricole de Producție „AGROSARGAL”, satul Sărata Galbenă, raionul Hîncești[153]

#### 2007
- Alexandru Ciubotaru, consultant științific la Grădina Botanică a Academiei de Științe a Moldovei[154]
- Igor Crupenicov, cercetător științific principal la Institutul de Pedologie și Agrochimie „Nicolae Dimo”[155]
- Karolos Papoulias, Președintele Republicii Elene[156]
- Pantelei Tîltu, președinte al Consiliului de observatori pentru restaurarea Complexului Monastic Căpriana[157]
- Gheorghe Cozub, director general al Societății pe Acțiuni „Imperial Vin”[158]
- Eugenia Ostapciuc, deputat în Parlament[159]
- Serghei Calmîc, președinte al Cooperativei Agricole de Producție “Basarabia”, satul Hîrbovăț, raionul Anenii Noi[160]

#### 2008
- Gheorghe Urschi, Artist Emerit[161]
- Vasile Tarlev, Prim-ministru[162]
- Mihail Rusu, președinte al raionului Florești[163]
- Iurie Tulei, director general al Societății pe Acțiuni „Nistru-Olănești”[164]
- Fiodor Iacovlenco, director general al Societății pe Acțiuni „Zorile”[165]
- Leonid Cerescu, director general al Societății pe Acțiuni „Monolit”[166]
- Andrei Galben, rector al Universității Libere Internaționale din Moldova[167]
- Leonid Babii, director general al Societății pe Acțiuni „Barza Albă” din municipiul Bălți[168]
- Ozea Rusu, director al Institutului de Neurologie și Neurochirurgie[169]
- Vasile Chirică, director general al Societății cu Răspundere Limitată „Glorinal”[170]
- Ala Popescu, președinte al Consiliului de observatori al procesului de reconstrucție și restaurare a Complexului Monastic „Curchi”[170]
- Nicolae Rabii, director general al Societății pe Acțiuni „Floare-Carpet”[171]
- Anatolie Popușoi, director general al Agenției pentru Silvicultură „Moldsilva”[172]
- Constantin Putregai, președinte al Cooperativei Agricole de Producție „Glia”, comuna Pleșeni, raionul Cantemir[173]
- Stjepan Mesić, Președintele Republicii Croația[174]

#### 2009
- Victor Odobescu, director general al Uzinei Mecanice „ArtMet” S.A. din municipiul Chișinău[175]
- Gheorghi Părvanov, Președintele Republicii Bulgaria[176]
- Vasile Carauș, președinte al Biroului Executiv al Uniunii Centrale a Cooperativelor de Consum[177]
- Alexei Miller⁠(d), președinte al Cîrmuirii Societății pe Acțiuni Deschise „Gazprom” din Federația Rusă[178]
- Vladimir Ianiev, vicedirector general al Societății pe Acțiuni „Elevator Kelley Grains” din orașul Căușeni[179]
- Vladimir Colesnicenco, președinte al Consiliului de Observatori al Întreprinderii Mixte „Jolly Alon” S.A.[180]
- Nicolae Ciornîi, conducător al Blocului Interregional al Mării Negre „Lukoil”[181]
- Dumitru Pulbere, președinte al Curții Constituționale[182]
- Vasili Panciuc, primar al municipiului Bălți[183]
- Gheorghe Russu[184]
- Tatiana Constantinov, consultant științific la pregătirea și editarea Ediției Enciclopedice „Republica Moldova”[185]

- Simion Doraș, conferențiar universitar la Universitatea de Stat din Moldova[186]
- Victor Volcinschi, profesor universitar la Universitatea de Stat din Moldova[186]
- Aurelian Silvestru, director al Liceului de Creativitate și Inventică „Prometeu-Prim” din municipiul Chișinău[187]
- Nicanor Buzovoi, director al Societății cu Răspundere Limitată „Agrosfera-BM”, satul Pîrlița, raionul Ungheni[188]
- Petru Bogatu, editorialist la ziarul „Jurnal de Chișinău”[189]
- Lorena Bogza, realizatoare a emisiunii „În PROfunzime” la postul de televiziune PRO TV Chișinău[189]
- Vasile Botnaru, director al biroului de la Chișinău al Postului de Radio „Europa Liberă”[189]
- Valentin Butnaru, președinte al „Jurnal Trust Media”[189] (a renunțat la distincție în 2014[190])
- Dumitru Ciubașenco[189] (a renunțat la distincție în 2010[191])
- Corina Fusu, președinte al Comisiei cultură, educație, cercetare, tineret, sport și mass-media a Parlamentului[189]
- Anatolie Golea, director general al „Analitic Media Grup” S.A.[189]
- Aneta Grosu, redactor-șef al săptămînalului independent de investigații „Ziarul de Gardă”[189]
- Vladimir Saharneanu, președinte al Uniunii Jurnaliștilor din Moldova[189]
- Constantin Tănase, director al cotidianului național independent „Timpul”[189]
- Valentina Ursu, reporter la biroul de la Chișinău al Postului de Radio „Europa Liberă”[189]
- Elena Zamura, redactor-șef al ziarului „Alianța «Moldova Noastră»”[189]
- Eugenia Todorașco, actriță la Teatrul Dramatic Rus de Stat „С улицы Роз”, municipiul Chișinău[192]
- Ion Ungureanu, regizor[192]

### Anii 2010

#### 2010
- Petru Cărare, scriitor[193]
- Ion Ciocanu, scriitor[193]
- Mihail Ciubotaru, scriitor[193]
- Nicolae Esinencu, scriitor[193]
- Serafim Saca, scriitor[193]
- Andrei Strîmbeanu, scriitor[193]
- Traian Băsescu, Președintele României[194]
- Valeriu Boboc[195]
- Valentina Cojocaru, Artistă a Poporului[196]
- Veaceslav Manolachi, rector al Universității de Stat de Educație Fizică și Sport[197]
- Eugen Simion, scriitor, academician (România)[198]
- Iuri Grekov, scriitor[199]
- Nicolae Mătcaș[200]
- Diomid Gherman, profesor-consultant la Universitatea de Stat de Medicină și Farmacie „Nicolae Testemițanu”[201]
- Ion Dediu, membru-corespondent al Academiei de Științe a Moldovei[202]
- Valentin Mîndîcanu, membru al Uniunii Scriitorilor[203]
- Petru Godiac[204]
- Ilie Ilașcu[204]
- Andrei Ivanțoc[204]
- Alexandru Leșco[204]
- Tudor Popa[204]
- Ștefan Urîtu[204]
- Nicolai Costenco, condamnat în 1942 la 7 ani privațiune de libertate[5]
- Vadim Pirogan, condamnat în 1942 la 5 ani privațiune de libertate[5]
- Pimen Domașcan, membru al Organizației „Arcașii lui Ștefan”, condamnat în 1947 la 25 ani privațiune de libertate[5]
- Sevostian Perciun, membru al Organizației „Arcașii lui Ștefan”, condamnat în 1947 la 25 ani privațiune de libertate[5]
- Mihail Ursachi, membru al Organizației „Arcașii lui Ștefan”, condamnat în 1947 la 25 ani privațiune de libertate[5]
- Nicolai Domascan, membru al Organizației „Arcașii lui Ștefan”, condamnat în 1947 la 25 ani privațiune de libertate[5]
- Vasile Batrinac, membru al Organizației „Arcașii lui Ștefan”, condamnat în 1947 la 25 ani privațiune de libertate[5]
- Victor Solovei, membru al Organizației „Arcașii lui Ștefan”, condamnat în 1947 la 25 ani privațiune de libertate[5]
- Nicolai Prajina, membru al Organizației „Arcașii lui Ștefan”, condamnat în 1947 la 25 ani privațiune de libertate[5]
- Ion Bruma, membru al Organizației „Arcașii lui Ștefan”, condamnat în 1947 la 25 ani privațiune de libertate[5]
- Iacob Racovschi, membru al Organizației „Arcașii lui Ștefan”, condamnat în 1947 la 25 ani privațiune de libertate[5]
- Vasile Cvasniuc, membru al Organizației „Arcașii lui Ștefan”, condamnat în 1947 la 25 ani privațiune de libertate[5]
- Condrat Ursachi, membru al Organizației „Arcașii lui Ștefan”, condamnat în 1947 la 25 ani privațiune de libertate[5]
- Nicolai Flocosu, membru al Organizației „Arcașii lui Ștefan”, condamnat în 1947 la 25 ani privațiune de libertate[5]
- Tudor Maxim, membru al Organizației „Arcașii lui Ștefan”, condamnat în 1947 la 25 ani privațiune de libertate[5]
- Liudmila Tcaci-Diaconova, condamnată în 1947 la 10 ani privațiune de libertate[5]
- Evghenii Guțu, membru al Organizației „Sabia Dreptății”, condamnat în 1950 la 25 ani privațiune de libertate[5]
- Mihail Gheorghilaș, membru al Organizației „Sabia Dreptății”, condamnat în 1950 la 25 ani privațiune de libertate[5]
- Pavel Istrati, membru al Organizației „Sabia Dreptății”, condamnat în 1950 la 25 ani privațiune de libertate[5]
- Ion Batrînac, condamnat în 1951 la 10 ani privațiune de libertate[5]
- Constantin Condrat, membru al Partidului Libertății, condamnat în 1951 la pedeapsă capitală[5]
- Ivan Istratii, membru al Partidului Libertății, condamnat în 1951 la pedeapsă capitală[5]
- Nicolai Istratii, membru al Partidului Libertății, condamnat în 1951 la 25 ani privațiune de libertate[5]
- Victor Andreev, membru al Partidului Libertății, condamnat în 1951 la pedeapsă capitală[5]
- Vladimir Bivol, membru al Partidului Libertății, condamnat în 1951 la pedeapsă capitală[5]
- Simion Calestru, membru al Partidului Libertății, condamnat în 1951 la 25 ani privațiune de libertate[5]
- Olga Școla, membru al Partidului Libertății, condamnată în 1951 la 25 ani privațiune de libertate[5]
- Andrei Guțu, membru al Partidului Libertății, condamnat în 1951 la 25 ani privațiune de libertate[5]
- Sava Roșior, membru al Partidului Libertății, condamnat în 1951 la 25 ani privațiune de libertate[5]
- Ivan Barbăneagră, membru al Partidului Libertății, condamnat în 1951 la 25 ani privațiune de libertate[5]
- Simion Panaghiu, membru al Partidului Libertății, condamnat în 1951 la 25 ani privațiune de libertate[5]
- Grigore Genunchi, membru al Partidului Libertății, condamnat în 1951 la 25 ani privațiune de libertate[5]
- Vasile Vîlcu (anticomunist)|Vasile Vîlcu, membru al Partidului Libertății, condamnat în 1951 la pedeapsă capitală[5]
- Andrei Sanduța, membru al Partidului Libertății, condamnat în 1951 la 25 ani privațiune de libertate[5]
- Ivan Andreev, membru al Partidului Libertății, condamnat în 1951 la 25 ani privațiune de libertate[5]
- Gheorghe Sîli, membru al Partidului Libertății, condamnat în 1951 la 25 ani privațiune de libertate[5]
- Andrei Nani, membru al Partidului Libertății, condamnat în 1951 la 25 ani privațiune de libertate[5]
- Tudor Goncearenco, membru al Partidului Libertății, condamnat în 1951 la 25 ani privațiune de libertate[5]
- Sava Rusu, membru al Partidului Libertății, condamnat în 1951 la 25 ani privațiune de libertate[5]
- Fiodor Ciorescu, membru al Partidului Libertății, condamnat în 1951 la 25 ani privațiune de libertate[5]
- Constantin Guțu, membru al Partidului Libertății, condamnat în 1951 la 25 ani privațiune de libertate[5]
- Grigore Vîrtosu, membru al Partidului Libertății, condamnat în 1951 la 25 ani privațiune de libertate[5]
- Ivan Goțonga, membru al Partidului Libertății, condamnat în 1951 la 25 ani privațiune de libertate[5]
- Dionisii Plămădeală, membru al Partidului Libertății, condamnat în 1951 la 25 ani privațiune de libertate[5]
- Eremei Stratan, membru al Partidului Libertății, condamnat în 1951 la 25 ani privațiune de libertate[5]
- Grigore Vîlcu, membru al Partidului Libertății, condamnat în 1951 la 25 ani privațiune de libertate[5]
- Pantelimon Halippa, condamnat în 1952 la 25 ani privațiune de libertate[5]
- Gheorghe Muruziuc, condamnat în 1966 la 2 ani privațiune de libertate[5]
- Alexandru Usatiuc-Bulgăr, membru al Frontului Național-Patriotic, condamnat în 1972 la 7 ani privațiune de libertate[5]
- Gheorghe Ghimpu, membru al Frontului Național-Patriotic, condamnat în 1972 la 6 ani privațiune de libertate[5]
- Valeriu Graur, membru al Frontului Național-Patriotic, condamnat în 1972 la 4 ani privațiune de libertate[5]
- Alexandru Șoltoianu, condamnat în 1972 la 3 ani privațiune de libertate[5]
- Nadejda Brînzan[205]
- Petru Buburuz[205]
- Eugenia Bulat[205]
- Ion Ciuntu[205]
- Nicolae Costin[205]
- Mircea Druc[205]
- Lidia Istrati[205]
- Valeriu Matei[205]
- Ion Moraru[205]
- Alexandru Moșanu[205]
- Vasile Nedelciuc[205]
- Constantin Oboroc[205]
- Tudor Panțîru[205]
- Petru Soltan[205]
- Anatol Șalaru[205]
- Andrei Vartic[205]
- Ion Vatamanu[205]
- Boris Vieru[205]
- Gheorghe Vrabie, artist plastic[206]
- Adrian Păunescu, scriitor[207]
- Vladimir Pohilă[208]
- Vasile Bahnaru, director al Institutului de Filologie al Academiei de Științe a Moldovei[209]
- Eleonora Cercavschi, director al Liceului Teoretic „Ștefan cel Mare și Sfînt” din orașul Grigoriopol[209]
- Ion Dumeniuc, lingvist[209]
- Eugenia Halus, director al Liceului Teoretic „Evrica” din orașul Rîbnița[209]
- Ion Iovcev, director al Liceului Teoretic „Lucian Blaga” din municipiul Tiraspol[209]
- Ion Melniciuc, conferențiar universitar la Universitatea de Stat din Moldova[209]
- Maria Roibu, director al Liceului Teoretic ”Alexandru cel Bun” din municipiul Bender[209]
- Maria Ungurean, director al Gimnaziului-Internat pentru Copii Orfani din municipiul Bender[209]
- Prea Fericirea Sa Teoctist (Teoctist Arăpașu), Patriarh al Bisericii Ortodoxe Române[210]
- Prea Fericirea Sa Daniel (Dan Ilie Ciobotea), Patriarh al Bisericii Ortodoxe Române[210]
- Nicolae Testemițanu[211]
- Constantin Țîbîrnă, chirurg [212]
- Tudor Gheorghe, interpret de muzică folk, România[213]
- Miheil Saakașvili, Președintele Georgiei[214]
- Ivan Chistruga, regizor[215]
- Andrei Eșanu, academician, Academia de Științe a Moldovei[216]
- Ioan Scurtu, profesor universitar la Universitatea „Spiru Haret” din București, România[216]
- Zinovia Chiorăscu[217]
- Orchestra Națională de Muzică Populară „Lăutarii”[218]
- Nicolae Glib, interpret de muzică populară[219]

#### 2011
- Claudia Balaban, director general al Bibliotecii Naționale pentru Copii „Ion Creangă”[220]
- Aglaia Crivceanschi, prim-vicepreședinte al consiliului de administrație al Băncii Comerciale „Banca Socială” SA[221]
- Galina Buinovschi, director al Liceului-internat Republican de Muzică „Ciprian Porumbescu”[222]
- Vasili Scutelnic, director general al Sanatoriului „Nufărul Alb” din orașul Cahul[223]
- Gheorghe Țîbîrnă, vicedirector al Institutului Oncologic[223]
- Victor Berlinschi[224]
- Mihai Coșcodan[224]
- Gheorghe Hioară[224]
- Mihai Patraș[224]
- Alecu Reniță[224]
- Anatol Țăranu[224]
- Universitatea de Stat din Moldova[225]
- Sanctitatea Sa Kiril, Patriarhul Moscovei și al Întregii Rusii[226]
- Vitalie Rusu, Artist al Poporului[227]
- Valentina Andreev, director general al Societății pe Acțiuni „Tricon”, orașul Cahul[228]
- Gheorghe Duca, președinte al Academiei de Științe a Moldovei[229]
- Vitalie Gorincioi, director general al Întreprinderii cu Capital Străin „Limagrain Moldova” S.R.L.[230]
- Andrei Smochină, director adjunct al Institutului de Istorie, Stat și Drept al Academiei de Științe a Moldovei[231]

#### 2012
- Pavel Bîtca, profesor consultant la Universitatea de Stat de Medicină și Farmacie „Nicolae Testemițanu”[232]
- Eugeniu Maloman, profesor consultant la USMF „Nicolae Testemițanu”[232]
- Sanctitatea Sa Bartolomeu I (Dimitrios Archondonis), Patriarh al Constantinopolului[233]
- Gheorghe Bagrin, primar al satului Pelinia, raionul Drochia[234]
- Lidia Botezatu-Dolgan, solistă-vocalistă în Formația „Noroc”[235]
- Andrei Coman, director al Întreprinderii Mixte Moldo-Germane BC „Grisan-Hamb” SA[236]

- Emil Childescu, membru al Uniunii Artiștilor Plastici[237]
- Valeriu Bulgari, director executiv al Unității de Implementare a Proiectului Creșterii Producției Alimentare 2KR[238]
- Tudor Roșca, primul rector (comandant) al Academiei de Poliție „Ștefan cel Mare”[239]
- Natalia Cherdivarenco, profesor-consultant la Universitatea de Stat de Medicină și Farmacie „Nicolae Testemițanu”[240]
- Vladimir Lavric, conferențiar universitar la Universitatea de Stat din Moldova[241]
- Ion Corcimaru, șef de catedră la Universitatea de Stat de Medicină și Farmacie „Nicolae Testemițanu”[242]
- Biblioteca Națională a Republicii Moldova[243]
- Mihai Ghimpu, deputat în Parlament[244]
- Vladimir Darie, ex-deputat în Parlament[244]
- Nicolae Negru, scriitor, jurnalist[245]
- Alexei Barbăneagră, profesor universitar, doctor habilitat în drept[246]
- Întreprinderea Mixtă „Vinăria Purcari” SRL[247]
- Boris Vasiliev, profesor pensionat, satul Sărăteni, raionul Telenești[248]
- Vladimir Agachi, semnatar al Declarației de independență a Republicii Moldova[11]
- Nicolae Alexei, semnatar al Declarației de independență[11]
- Gheorghe Amihalachioaie, semnatar al Declarației de independență[11]
- Nicolae Andronati, semnatar al Declarației de independență[11]
- Nicolae Andronic, semnatar al Declarației de independență[11]
- Fiodor Angheli, semnatar al Declarației de independență[11]
- Sergiu Argatu, semnatar al Declarației de independență[11]
- Alexandru Arseni, semnatar al Declarației de independență[11]
- Iurie Atamanenco, semnatar al Declarației de independență[11]
- Ananie Badan, semnatar al Declarației de independență[11]
- Simion Badrajan, semnatar al Declarației de independență[11]
- Elena Balan, semnatar al Declarației de independență[11]
- Vasile Basoc, semnatar al Declarației de independență[11]
- Ion Batcu, semnatar al Declarației de independență[11]
- Mihail Bejan, semnatar al Declarației de independență[11]
- Pavel Bejenuță, semnatar al Declarației de independență[11]
- Marin Beleuță, semnatar al Declarației de independență[11]
- Gheorghe Beliciuc, semnatar al Declarației de independență[11]
- Iovu Bivol, semnatar al Declarației de independență[11]
- Feodor Bobescu, semnatar al Declarației de independență[11]
- Zosim Bodiu, semnatar al Declarației de independență[11]
- Petru Bodorin, semnatar al Declarației de independență[11]
- Constantin Bogdan, semnatar al Declarației de independență[11]
- Vladimir Bondarenco, semnatar al Declarației de independență[11]
- Grigore Bordeianu, semnatar al Declarației de independență[11]
- Călin Botică, semnatar al Declarației de independență[11]
- Dumitru Brașoveanu, semnatar al Declarației de independență[11]
- Petru Brașoveanu, semnatar al Declarației de independență[11]
- Ilie Bratu, semnatar al Declarației de independență[11]
- Grigore Bratunov, semnatar al Declarației de independență[11]
- Ion Buga, semnatar al Declarației de independență[11]
- Alexandru Buruian, semnatar al Declarației de independență[11]
- Ion Butnaru, semnatar al Declarației de independență[11]
- Andrei Cabac, semnatar al Declarației de independență[11]
- Boris Carandiuc, semnatar al Declarației de independență[11]
- Petru Carauș, semnatar al Declarației de independență[11]
- Petru Caterev, semnatar al Declarației de independență[11]
- Dumitru Cereș, semnatar al Declarației de independență[11]
- Afanasie Chechiu, semnatar al Declarației de independență[11]
- Petru Chimirciuc, semnatar al Declarației de independență[11]
- Ivan Chior, semnatar al Declarației de independență[11]
- Sergiu Chircă, semnatar al Declarației de independență[11]
- Anatolie Chiriac, semnatar al Declarației de independență[11]
- Ion Chiriac, semnatar al Declarației de independență[11]
- Anatolie Chișner, semnatar al Declarației de independență[11]
- Valeriu Cibotaru, semnatar al Declarației de independență[11]
- Gheorghe Ciobanu, semnatar al Declarației de independență[11]
- Vitalie Ciorap, semnatar al Declarației de independență[11]
- Gheorghe Cîrlan, semnatar al Declarației de independență[11]
- Vasile Cojocari, semnatar al Declarației de independență[11]
- Ion Cojocaru, semnatar al Declarației de independență[11]
- Valentin Colun, semnatar al Declarației de independență[11]
- Vasile Costov, semnatar al Declarației de independență[11]
- Ilie Coșanu, semnatar al Declarației de independență[11]
- Serghei Coșceev, semnatar al Declarației de independență[11]
- Mihai Cotorobai, semnatar al Declarației de independență[11]
- Dumitru Crețu, semnatar al Declarației de independență[11]
- Jorj Crisco, semnatar al Declarației de independență[11]
- Valentin Crîlov, semnatar al Declarației de independență[11]
- Dumitru Croitoru, semnatar al Declarației de independență[11]
- Andrei Cubasov, semnatar al Declarației de independență[11]
- Constantin Culea, semnatar al Declarației de independență[11]
- Valentin Cunev, semnatar al Declarației de independență[11]
- Stepan Curtev, semnatar al Declarației de independență[11]
- Grigore Cușmăunsă, semnatar al Declarației de independență[11]
- Andrei Diaconu, semnatar al Declarației de independență[11]
- Lidia Dicusar, semnatar al Declarației de independență[11]
- Mihai Dimitriu, semnatar al Declarației de independență[11]
- Vladimir Dobrea, semnatar al Declarației de independență[11]
- Valentin Dolganiuc, semnatar al Declarației de independență[11]
- Nicolae Domenti, semnatar al Declarației de independență[11]
- Vasile Domenti, semnatar al Declarației de independență[11]
- Mihail Druță, semnatar al Declarației de independență[11]
- Pavel Dubălari, semnatar al Declarației de independență[11]
- Gheorghe Efros, semnatar al Declarației de independență[11]
- Valerii Egorov, semnatar al Declarației de independență[11]
- Ion Eremia, semnatar al Declarației de independență[11]
- Tudor Evtodiev, semnatar al Declarației de independență[11]
- Sergiu Fandofan, semnatar al Declarației de independență[11]
- Gavril Frangu, semnatar al Declarației de independență[11]
- Valerian Gherman, semnatar al Declarației de independență[11]
- Mihail Gonciarenco, semnatar al Declarației de independență[11]
- Vasile Graf, semnatar al Declarației de independență[11]
- Petru Griciuc, semnatar al Declarației de independență[11]
- Ion Grigoraș, semnatar al Declarației de independență[11]
- Dumitru Grossu, semnatar al Declarației de independență[11]
- Gheorghe Grosu, semnatar al Declarației de independență[11]
- Nicolae Grosu, semnatar al Declarației de independență[11]
- Vasile Gudima, semnatar al Declarației de independență[11]
- Vladimir Gudumac, semnatar al Declarației de independență[11]
- Ilarion Guidea, semnatar al Declarației de independență[11]
- Simion Guranda, semnatar al Declarației de independență[11]
- Simion Gurghiș, semnatar al Declarației de independență[11]
- Gheorghe Gusac, semnatar al Declarației de independență[11]
- Pavel Gusac, semnatar al Declarației de independență[11]
- Mihail Guslicov, semnatar al Declarației de independență[11]
- Ion Guțu, semnatar al Declarației de independență[11]
- Dumitru Holban, semnatar al Declarației de independență[11]
- Vladimir Iuzvenco, semnatar al Declarației de independență[11]
- Anatol Ivanov, semnatar al Declarației de independență[11]
- Anatoli Ivanov, semnatar al Declarației de independență[11]
- Valeriu Jardan, semnatar al Declarației de independență[11]
- Grigore Jelihovschi, semnatar al Declarației de independență[11]
- Ion Lapaci, semnatar al Declarației de independență[11]
- Liudmila Lașcionova, semnatar al Declarației de independență[11]
- Mihai Lazări, semnatar al Declarației de independență[11]
- Valerii Lebedev, semnatar al Declarației de independență[11]
- Tudor Lefter, semnatar al Declarației de independență[11]
- Anatoli Lisețchi, semnatar al Declarației de independență[11]
- Veaceslav Litvinenco, semnatar al Declarației de independență[11]
- Vladlen Lîiurov, semnatar al Declarației de independență[11]
- Ivan Luca, semnatar al Declarației de independență[11]
- Pavel Lupăcescu, semnatar al Declarației de independență[11]
- Petru Lupașcu, semnatar al Declarației de independență[11]
- Tudor Macrinici, semnatar al Declarației de independență[11]
- Ion Madan, semnatar al Declarației de independență[11]
- Ștefan Maimescu, semnatar al Declarației de independență[11]
- Nicolae Malachi, semnatar al Declarației de independență[11]
- Sergiu Manea, semnatar al Declarației de independență[11]
- Fiodor Marinov, semnatar al Declarației de independență[11]
- Spiridon Martîniuc, semnatar al Declarației de independență[11]
- Iuri Maxuta, semnatar al Declarației de independență[11]
- Gheorghe Mazîlu, semnatar al Declarației de independență[11]
- Ion Mărgineanu, semnatar al Declarației de independență[11]
- Ion Mereuța, semnatar al Declarației de independență[11]
- Nicolae Misail, semnatar al Declarației de independență[11]
- Svetlana Mîslițchi, semnatar al Declarației de independență[11]
- Ilie Mocanu, semnatar al Declarației de independență[11]
- Teodor Mogîldea, semnatar al Declarației de independență[11]
- Andrei Moraru, semnatar al Declarației de independență[11]
- Nicolae Moraru, semnatar al Declarației de independență[11]
- Dumitru Moțpan, semnatar al Declarației de independență[11]
- Andrei Muntean, semnatar al Declarației de independență[11]
- Ion Munteanu, semnatar al Declarației de independență[11]
- Petru Munteanu, semnatar al Declarației de independență[11]
- Vasile Năstase, semnatar al Declarației de independență[11]
- Ion Neagu, semnatar al Declarației de independență[11]
- Ion Negură, semnatar al Declarației de independență[11]
- Vasile Nestor, semnatar al Declarației de independență[11]
- Valentin Nicolaenco, semnatar al Declarației de independență[11]
- Tudor Nirean, semnatar al Declarației de independență[11]
- Dmitrii Noroc, semnatar al Declarației de independență[11]
- Ion Novac, semnatar al Declarației de independență[11]
- Valentin Oglindă, semnatar al Declarației de independență[11]
- Alexandr Ohotnicov, semnatar al Declarației de independență[11]
- Olga Ojoga, semnatar al Declarației de independență[11]
- Teodor Olaru, semnatar al Declarației de independență[11]
- Boris Palaria, semnatar al Declarației de independență[11]
- Dumitru Palaria, semnatar al Declarației de independență[11]
- Ion Palii, semnatar al Declarației de independență[11]
- Vasile Para, semnatar al Declarației de independență[11]
- Vasile Pasaniuc, semnatar al Declarației de independență[11]
- Vladimir Pascaru, semnatar al Declarației de independență[11]
- Victor Pavlic, semnatar al Declarației de independență[11]
- Ion Pădureț, semnatar al Declarației de independență[11]
- Ion Pălăncică, semnatar al Declarației de independență[11]
- Pintilie Pîrvan, semnatar al Declarației de independență[11]
- Mihail Plasiciuc, semnatar al Declarației de independență[11]
- Sava Platon, semnatar al Declarației de independență[11]
- Anatol Plugaru, semnatar al Declarației de independență[11]
- Larisa Pocotilova, semnatar al Declarației de independență[11]
- Petru Poian, semnatar al Declarației de independență[11]
- Mihail Poiată, semnatar al Declarației de independență[11]
- Petru Poiată, semnatar al Declarației de independență[11]
- Ion Popa, semnatar al Declarației de independență[11]
- Serghei Popa, semnatar al Declarației de independență[11]
- Ivan Popov, semnatar al Declarației de independență[11]
- Eugen Popușoi, semnatar al Declarației de independență[11]
- Dumitru Gh. Postovan, semnatar al Declarației de independență[11]
- Dumitru H. Postovan, semnatar al Declarației de independență[11]
- Ion Prisăcaru, semnatar al Declarației de independență[11]
- Nicolae Proca, semnatar al Declarației de independență[11]
- Vasile Pruteanu, semnatar al Declarației de independență[11]
- Dumitru Puntea, semnatar al Declarației de independență[11]
- Alexandra Raiu, semnatar al Declarației de independență[11]
- Gheorghe Răducan, semnatar al Declarației de independență[11]
- Nicolae Robu, semnatar al Declarației de independență[11]
- Anatolie Rusanov, semnatar al Declarației de independență[11]
- Ion Russu, semnatar al Declarației de independență[11]
- Mircea Rusu, semnatar al Declarației de independență[11]
- Constantin Sahanovschi, semnatar al Declarației de independență[11]
- Vasili Sajin, semnatar al Declarației de independență[11]
- Aurel Saulea, semnatar al Declarației de independență[11]
- Gheorghe Scutaru, semnatar al Declarației de independență[11]
- Mihail Scutaru, semnatar al Declarației de independență[11]
- Elisei Secrieru, semnatar al Declarației de independență[11]
- Titu Serghei, semnatar al Declarației de independență[11]
- Anatolie Simac, semnatar al Declarației de independență[11]
- Anton Spînu, semnatar al Declarației de independență[11]
- Nicolai Stadinciuc, semnatar al Declarației de independență[11]
- Mihai Străjescu, semnatar al Declarației de independență[11]
- Mihai Șabarcin, semnatar al Declarației de independență[11]
- Anatolie Șaragov, semnatar al Declarației de independență[11]
- Vasile Șevcenco, semnatar al Declarației de independență[11]
- Vasile Șoimaru (ordin retras de același președinte în 2013[249])
- Ion Tacu, semnatar al Declarației de independență[11]
- Constantin Taușanji, semnatar al Declarației de independență[11]
- Ion Tănase, semnatar al Declarației de independență[11]
- Petru Tărîță, semnatar al Declarației de independență[11]
- Anton Terente, semnatar al Declarației de independență[11]
- Iurie Timoșenco, semnatar al Declarației de independență[11]
- Victor Tocan, semnatar al Declarației de independență[11]
- Dumitru Todoroi, semnatar al Declarației de independență[11]
- Nicolae Todos, semnatar al Declarației de independență[11]
- Gheorghe Trestianu, semnatar al Declarației de independență[11]
- Ilia Trombițchi, semnatar al Declarației de independență[11]
- Tudor Țopa, semnatar al Declarației de independență[11]
- Anatolie Țurcan, semnatar al Declarației de independență[11]
- Constantin Țurcan, semnatar al Declarației de independență[11]
- Ion Țurcan, semnatar al Declarației de independență[11]
- Anatolie Țurcanu, semnatar al Declarației de independență[11]
- Andrei Țurcanu, semnatar al Declarației de independență[11]
- Ion Țurcanu, semnatar al Declarației de independență[11]
- Ion Ungureanu, semnatar al Declarației de independență[11]
- Vasili Ursachi, semnatar al Declarației de independență[11]
- Vasile Ursu, semnatar al Declarației de independență[11]
- Vitalie Ustroi, semnatar al Declarației de independență[11]
- Vasile Vartic, semnatar al Declarației de independență[11]
- Ignat Vasilache, semnatar al Declarației de independență[11]
- Vasile Vatamanu, semnatar al Declarației de independență[11]
- Vasile Vodă, semnatar al Declarației de independență[11]
- Mihail Voloșin, semnatar al Declarației de independență[11]
- Anatoli Zelinschi, semnatar al Declarației de independență[11]
- Vasile Zgardan, semnatar al Declarației de independență[11]
- Iurie Zinoviev, semnatar al Declarației de independență[11]
- Fiodor Zlatov, semnatar al Declarației de independență[11]
- Vitalie Znagovan, semnatar al Declarației de independență[11]

#### 2013
- Mihai Ciobanu, interpret de muzică populară[250]
- Vladimir Hotineanu, șef de catedră la Universitatea de Stat de Medicină și Farmacie „Nicolae Testemițanu”[251]
- Irinel Popescu, director al Centrului Chirurgie Hepatică și Transplant al Institutului Clinic Fundeni, România[251]
- Gheorghe Zamfir, artist instrumentist, compozitor (România)[252]
- Alexandru Rusu, director al Firmei Editorial-Poligrafice „Baștina-Radog” SRL, director al Publicației Periodice „a MIC”[253]
- Universitatea Agrară de Stat din Moldova[254]
- Ion Anton, judecător demisionat[255]
- Dumitru Diacov, deputat în Parlament[256]
- Vladimir Filat[257] (ordin retras de instanța de judecată în 2016[258])

#### 2014
- Mihai Curagău, actor la Teatrul Național „Satiricus Ion Luca Caragiale”[259]
- Anatol Vidrașcu, director general al Grupului Editorial „Litera”[260]
- Anastasia Lazariuc, interpretă de muzică ușoară[261]
- Ștefan Petrache, interpret de muzică ușoară[262]
- Alexandru Cazacu, conducător al Societății cu Răspundere Limitată „Cazacu & Co”, raionul Criuleni[263]
- Mihai Severovan, președinte al Asociației Patronale a Serviciilor Publice[264]
- Igor Corman, Președinte al Parlamentului[265]
- Natalia Gherman, viceprim-ministru, ministru al afacerilor externe și integrării europene[265]
- Ana Guțu, președinte al Comisiei pentru politică externă și integrare europeană a Parlamentului[265]
- Iurie Leancă, Prim-ministru[265]
- Marian Lupu, deputat în Parlament, ex-Președinte al Parlamentului[265]
- Liliana Palihovici, vicepreședinte al Parlamentului[265]
- Ion Păduraru, secretar general al Aparatului Președintelui Republicii Moldova[265]
- Vladimir Plahotniuc, ex-prim-vicepreședinte al Parlamentului[265] (ordin retras de către Maia Sandu în 2021[266])
- Valeriu Streleț, deputat în Parlament[265]
- Universitatea Tehnică a Moldovei[267]
- Nicolae Osmochescu, profesor universitar la Universitatea de Stat din Moldova[268]
- Petro Poroșenko, Președintele Ucrainei[269]
- Bronisław Komorowski, Președintele Republicii Polone[270]

#### 2015
- Mihail Cibotaru[271]
- Dalia Grybauskaitė[272]
- Pavel Cebanu, președinte al Federației Moldovenești de Fotbal[273]
- Andrei Testemițanu, director general al Centrului Republican de Diagnosticare Medicală[274]
- Iurie Sadovnic, interpret de muzică ușoară[275]
- Tamara Luchian, director al Fabricii de Confecții „Ionel” SA[276]
- Universitatea de Stat de Medicină și Farmacie „Nicolae Testemițanu” din Republica Moldova[277]
- Angela Merkel, Cancelar Federal al Republicii Federale Germania[278]
- Maria Duca, rector al Universității Academiei de Științe a Moldovei[279]
- Victor Catan, general-maior de poliție în rezervă[280]

#### 2016
- Klaus Iohannis, Președintele României[281]
- Ion Midrigan, medic chirurg la Asociația Curativ-Sanatorială și de Recuperare a Cancelariei de Stat[282]
- Petru Neamțu, director artistic și prim-dirijor al Orchestrei de Muzică Populară „Folclor”[283]
- Dumitru Sofroni, șef de laborator la Institutul Oncologic[284]
- Tudor Căpățînă, președinte al Uniunii „Cernobîl” din Moldova[285]
- Victor Miculeț, președinte al consiliului Băncii Comerciale „Moldova-Agroindbank” SA[286]
- Mihaela Dumea, medic în echipajul elicopterului SMURD prăbușit la 2 iunie 2016[287][288]
- Ilie Doru Gavril, pilot[288]
- Adrian-Gabriel Sandu, asistent medical principal[288]
- Constantin Voicu Șocae, copilot[288]
- Constantin Becciev, director general al Societății pe Acțiuni „Apă-Canal Chișinău”[289]
- Mircea Bologa, șef de laborator la Institutul de Fizică Aplicată al Academiei de Științe a Moldovei[290]
- Pavel Bălan, cineast[291]
- Lidia Panfil, regizor, profesor universitar[292]
- Grigore Belostecinic, rector al Academiei de Studii Economice a Moldovei[293]
- Ilie Lupu, profesor universitar la Universitatea de Stat din Tiraspol (cu sediul la Chișinău)[294]
- Aleksandr Lukașenko, Președintele Republicii Belarus[295]
- Rosen Plevneliev, Președintele Republicii Bulgaria[296]
- Vladimir Braga, ex-deputat în Parlamentul Republicii Moldova de legislatura a XVI-a[297]
- Veaceslav Untilă, președinte al Curții de Conturi[298]
- Serghei Cebotari, președinte al Comitetului de Conducere al Băncii Comerciale „Moldova Agroindbank” SA[299]
- Mihail Furtună, consilier al Președintelui Republicii Moldova în domeniul economic[300]
- Raisa Ciobanu, secretar general de redacție la săptămânalul „Literatura și Arta”[301]
- Vugar Novruzov, președinte al Congresului Azerilor din Republica Moldova, președinte al Societății cu Răspundere Limitată „Azmol Company”[302]
- Dacian Cioloș, Prim-ministru al României[303]
- Gheorghe Cimpoieș, rector al Universității Agrare de Stat din Moldova[304]
- Constantin Sîrghi, director general al Societății pe Acțiuni „Romanești”, raionul Strășeni[305]
- Gurbanguly Berdimuhamedow, Președintele Turkmenistanului[306]
- Victor Ponta, ex-Prim-ministru al României[307]

- Lidia Tertiuc, mamă a unsprezece copii și tutore a șase copii, orașul Nisporeni[308]
- Valentina Vîhodeț, mamă a șaptesprezece copii, satul Doina, raionul Cahul[308]

#### 2017
- Universitatea de Stat de Educație Fizică și Sport[309]
- Dmitrii Todoroglo, consultant principal în Comisia agricultură și industrie alimentară a Parlamentului[310]
- Nina Antonova, veteran al celui de-al doilea război mondial[311]
- Grigore Dalaban, veteran al celui de-al doilea război mondial[311]
- Vladimir Filandin, veteran al celui de-al doilea război mondial[311]
- Pavel Gladcov, veteran al celui de-al doilea război mondial[311]
- Sava Ilieș, veteran al celui de-al doilea război mondial[311]
- Pavel Latus, veteran al celui de-al doilea război mondial[311]
- Andrei Mura, veteran al celui de-al doilea război mondial[311]
- Evghenia Pancișchina, veteran al celui de-al doilea război mondial[311]
- Gheorghi Paruli, veteran al celui de-al doilea război mondial[311]
- Valentina Peatenco, veteran al celui de-al doilea război mondial[311]
- Petru Rudeaghin, veteran al celui de-al doilea război mondial[311]
- Vasilii Rvaciov, veteran al celui de-al doilea război mondial[311]
- Ivan Suhorucov, veteran al celui de-al doilea război mondial[311]
- Vladimir Voițehovici, veteran al celui de-al doilea război mondial[311]
- Alexandr Zavadenco, veteran al celui de-al doilea război mondial[311]
- Ivan Ostaficiuc, primar al orașului Cupcini, raionul Edineț[312]
- Ion Solonar, maestru la șah, antrenor emerit, președinte de onoare al Federației de Șah a Republicii Moldova[313]
- Ion Solonenco, conducătorul delegației Comisiei Unificată de Control din partea Republicii Moldova, general de brigadă în rezervă[314]
- Nicolai Alexandrov, veteran[315]
- Timofei Gavlinschi, veteran[315]
- Lidia Beliskaia, veterană[315]
- Alexandr Levin, veteran[315]
- Victor Borșevici, doctor habilitat în științe tehnice, profesor universitar, publicist[316]
- Dumitru Braghiș, ex-Prim-ministru[316]
- Victor Gaiciuc, președinte al Uniunii Ofițerilor din Republica Moldova[316]
- Vladislav Grosul, doctor în științe istorice, Federația Rusă[317]
- Vladimir Gorgos, impresar-producător al formației „Millenium”[318]
- Andrei Sangheli, consultant în cadrul Întreprinderii cu Capital Străin „Limagrain Moldova” SRL[319]
- Spitalul Clinic Republican „Timofei Moșneaga”[320]
- Stepan Topal[321]
- Mihail Chendighelean[322]

#### 2018
- Vasili Chirtoca, consilier în Consiliul Municipal Chișinău[323]
- Constantin Cobîlean, director al Școlii Sportive Specializate de Rezerve Olimpice, orașul Călărași[324]
- Ghenadii Condratenco, general-maior în retragere[325]
- Valentin Guțan, primar al orașului Cricova, municipiul Chișinău[326]
- Alexandr Peganov, veteran al Marelui Război pentru Apărarea Patriei din anii 1941-1945[327]
- Leon (Liviu) Știrbu, membru al Uniunii Compozitorilor și Muzicologilor din Moldova, membru al Uniunii Teatrale din Moldova[328]
- Nicolae Oleinic, președinte al Asociației Obștești „Comunitatea Ucraineană din Republica Moldova”[329]
- Victor Țvircun, doctor habilitat, coordonator al secției de științe umanistice și arte, Academia de Științe a Moldovei[329]
- Mihail Blajanov, veteran[330]
- Anatoli Condîrev, veteran[330]
- Mihail Ghejenco, veteran[330]
- Vasilii Litvinov, veteran[330]
- Mirco Sirovina, veteran[330]
- Mihail Țaran, veteran[330]
- Petru Voloșciuc, veteran[330]
- Iurie Gorșcov, vicepreședinte al Asociației Coregrafilor din cadrul Uniunii Muzicienilor din Moldova[331]
- Ștefan Gațcan, fondator al Societății cu Răspundere Limitată „Extramed”, Chișinău[332]
- Pavel Bodarev, director general al Societății cu Răspundere Limitată „Moldauditing”[333]
- Serghei Ciuhrii, compozitor, membru al Uniunii Muzicienilor din Moldova[333]
- Sergiu Nazaria, conferențiar universitar la Institutul de Relații Internaționale din Moldova[333]
- Victor Stepaniuc, decan la Institutul de Relații Internaționale din Moldova[333]
- Olga Bătrînac (Ciolacu), solistă-vocalistă[334]
- Recep Tayyip Erdoğan, Președintele Republicii Turcia[335]
- Institutul de Neurologie și Neurochirurgie „Diomid Gherman”[336]
- Institutul Mamei și Copilului din Chișinău[337]

#### 2019
- Mihail Suetnov, colonel-medic în retragere, municipiul Chișinău[338]
- Vasilii Arnaut, membru al Consiliului Decanilor de Vârstă din UTA Găgăuzia, satul Cioc-Maidan[339]
- Serghei Evstratiev, președinte al Asociației Obștești „Personalitate”, municipiul Chișinău[340]
- Pavel Midrigan, decan la Universitatea de Studii Politice și Economice Europene „Constantin Stere”[340]
- Valeriu Pasat, membru titular al Academiei de Științe a Moldovei[340]
- Vasile Stati, istoric[340]
- Mihail Mocan, membru al Uniunii Veteranilor Războiului din Afganistan[341]
- Mihail Russu, profesor-antrenor la Școala Sportivă a Rezervelor Olimpice, municipiul Chișinău[342]
- Larisa Șavga, rector al Universității Cooperatist-Comerciale[342]
- Raisa Dron, mamă a 11 copii, satul Gura Galbenei, raionul Cimișlia[343]
- Elena Gorelova, consilier al Președintelui Republicii Moldova în domeniul economic[343]
- Leonid Babivschi, veteran al Marelui Război pentru Apărarea Patriei din anii 1941-1945[344]
- Ivan Grujinschii, veteran al Marelui Război pentru Apărarea Patriei din anii 1941-1945[344]
- Sergiu Caracai, veteran al Uniunii Voluntarilor[345]
- Lucheria Repida, veteran al muncii și de război, savant, ex-membru al Guvernului[346]
- Ion Toderaș, director al Institutului de Zoologie al Academiei de Științe a Moldovei[346]
- Gheorghe Cucu, președinte de onoare al Camerei de Comerț și Industrie a Republicii Moldova[347]
- Adrian Tănase, șef de catedră la Universitatea de Stat de Medicină și Farmacie „Nicolae Testemițanu”[348]
- Alexandr Chirpicenco, antrenor emerit al Republicii Moldova[349]
- Boris Negru, doctor în drept, profesor universitar[349]
- Alexei Simașchevici, academician, președinte de onoare al Comitetului de Conducere al Fondului Copiilor[349]
- Ivan Covadji, membru al Organizației Veteranilor Muncii și de Război din raionul Basarabeasca[350]
- Ion Dosca, campion mondial la jocul de dame[350] (în 1999, categoria bărbați[351])
- Eduard Smirnov, deputat în Parlament[352]
- Petru Pascari[353]
- Gheorghe Chibac, profesor universitar la Universitatea de Stat din Moldova[354]
- Tudor Lupașcu, șef al Centrului de Chimie Ecologică și Protecție a Mediului Ambiant din cadrul Institutului de Chimie al Academiei de Științe a Moldovei[355]
- Vitalie Scalnîi, doctor în științe tehnice[355]
- Alexandr Bilinkis, președinte al Comunității Evreiești din Republica Moldova[356]
- Yaakov Tichman, membru al Comunității Evreiești din Republica Moldova[356]
- Petru Axenti, administrator al Societății cu Răspundere Limitată „Bogalecon-Moldova”, raionul Glodeni[357]
- Tatiana Pavliuc, director al Societății cu Răspundere Limitată „Plaiul Bârlădean”, raionul Ocnița[357]
- Dumitru Sclifos, președinte al Asociației Nevăzătorilor din Moldova[358]
- Mihai Ciobanu, director al Spitalului Clinic Municipal „Sfântul Arhanghel Mihail” (municipiul Chișinău)[359]
- Petru Caduc, antrenor principal al Lotului Național de Box[360]

### Anii 2020

#### 2020
- Vladimir Costencu, veteran al muncii și de război, orașul Dubăsari[361]
- Iosif Terentiev, veteran al muncii și de război, satul Doroțcaia, raionul Dubăsari[361]
- Ion Chifiac, veteran al muncii și de război, satul Crasnoarmeiscoe, raionul Hîncești[362]
- Orchestra Națională Simfonică a Companiei „Teleradio-Moldova”[363]
- Alexandr Gavriliuc, veteran al muncii și de război, orașul Rîșcani[364]
- Larisa Popova, campioană mondială, multiplă campioană olimpică[365]
- Societatea cu Răspundere Limitată „Orhei-Vit”, municipiul Orhei[366]
- Anton Solovei, veteran al muncii și de război din satul Cușmirca, raionul Șoldănești[367]
- Nicolae Bondarciuc, ex-deputat în Parlament[368]
- Serghei Drobot, editor al publicației periodice Ziarul „MK News” SRL[368]
- Alexandru Irimciuc, director al Societății cu Răspundere Limitată „Stîncăuți”, raionul Rîșcani[368]
- Leonid Manea, ex-președinte al Confederației Naționale a Sindicatelor din Moldova[368]
- Galina Beregust, veteran al muncii și de război, municipiul Bălți[369]
- Vasilii Ganușciac, veteran al muncii și de război, municipiul Bălți[369]
- Serghei Cușnir, veteran al muncii și de război, orașul Fălești[369]
- Nina Cleaevscaia, veteran al muncii și de război, municipiul Chișinău[370]
- Fiodor Jolnerovici, veteran al muncii și de război, municipiul Chișinău[370]
- Vasilii Dîcov, veteran al muncii și de război, municipiul Chișinău[370]
- Veaceslav Peremitin, veteran al muncii și de război, municipiul Chișinău[370]
- Nicolai Colibaba, veteran al muncii și de război, satul Danu, raionul Glodeni[371]
- Dmitri Corolenco, veteran al muncii și de război, satul Baroncea, raionul Drochia[371]
- Ilia Axionov, veteran al muncii și de război, orașul Cahul[372]
- Alexandr Cocoș, veteran al muncii și de război, satul Giurgiulești, raionul Cahul[372]
- Mihail Mitrofan, veteran al muncii și de război, satul Tartaul, raionul Cantemir[372]
- Mihail Gurschi, veteran al muncii și de război, orașul Călărași[373]
- Ion Lazariuc, veteran al muncii și de război, satul Petrești, raionul Ungheni[373]
- Ilarion Rojnița, veteran al muncii și de război, satul Șirăuți, raionul Briceni[374]
- Ivan Tomceac, veteran al muncii și de război, satul Goleni, raionul Edineț[374]
- Gheorghii Curdoglo, veteran al muncii și de război, satul Baurci, raionul Căușeni[375]
- Serghei Pavlicenco, veteran al muncii și de război, satul Olănești, raionul Ștefan Vodă[375]
- Constantin Stețenco, veteran al muncii și de război, satul Purcari, raionul Ștefan Vodă[375]
- Timofei Cotorcea, veteran al muncii și de război, satul Scăieni, raionul Dondușeni[376]
- Vasilii Tihonov, veteran al muncii și de război, orașul Dondușeni[376]
- Stepan Vovcioc, veteran al muncii și de război, orașul Otaci, raionul Ocnița[376]
- Victor Cojocaru, profesor universitar la Universitatea de Stat de Medicină și Farmacie „Nicolae Testemițanu”[377]
- Nicolai Nalivaico, șef de serviciu la Institutul de Ftiziopneumologie „Chiril  Draganiuc”[377]
- Galina Rusu, conferențiar universitar la Universitatea de Stat de Medicină și Farmacie „Nicolae Testemițanu”[377]
- Grigore Zapuhlîh, director al Institutului de Neurologie și Neurochirurgie „Diomid Gherman”[377]
- Ilia Sîrghii, veteran al muncii și de război, satul Vasilcău, raionul Soroca[378]
- Vasile Tanasiciuc, veteran al muncii și de război, satul Prodănești, raionul Florești[378]
- Mihail Pop, ex-ministru al finanțelor[379]
- Vasili Tomceac, veteran al muncii și de război, satul Cocieri, raionul Dubăsari[380]
- Cozma Vornic, veteran al muncii și de război, satul Sărăteni, raionul Hîncești[381]
- Gavril Anton, veteran al muncii și de război, satul Ghelăuza, raionul Strășeni[382]
- Petru Aghenie, director al Societății cu Răspundere Limitată „Sadova-Vin”, raionul Strășeni[383]
- Ivan Bulgac, director al Societății cu Răspundere Limitată „Cidonia”, raionul Ungheni[383]
- Ion Chilianu, administrator al Societății cu Răspundere Limitată „Codru-ST”, raionul Strășeni[383]
- Haralampii Meraji, fondator al Societății cu Răspundere Limitată „Trans-Test”, UTA Găgăuzia[383]
- Simion Untila, director al Întreprinderii de Stat „Bucuria-EL”, municipiul Chișinău[383]
- Ilia Vainrub, director general al Societății cu Răspundere Limitată „Conserv Grup”, orașul Criuleni[383]
- Maria Motruc, veteran al muncii și de război, orașul Telenești[384]
- Valeriu Chițan, președinte al Comisiei Naționale a Pieței Financiare[385]
- Valeriu Jereghi, scenarist și regizor[385]
- Eugeniu Știrbu⁠(d), director al Filialei din Chișinău a Institutului Internațional de Monitorizare a Dezvoltării Democrației, Parlamentarismului și Respectării Drepturilor Electorale ale Cetățenilor Statelor Membre ale CSI[385]
- Vladimir Țurcan, judecător la Curtea Constituțională[385]
- Alexandru Grecu, președinte al Uniunii Teatrale din Moldova[386]
- Iacov (Ian) Raiburg, compozitor[386]
- Grigore Cucoș, veteran al muncii și de război, satul Copăceni, raionul Sîngerei[387]
- Alexei Eremciuc, veteran al muncii și de război, satul Grigorăuca, raionul Sîngerei[387]
- Serghei Afanasenco, vicepreședinte al Comitetului Paralimpic al Republicii Moldova[388]
- Dumitru Cociug, veteran al muncii și de război, satul Sărata-Răzeși, raionul Leova[389]
- Fabrica de Confecții „Ionel” SA[390]
- Victor Ghicavîi, profesor consultant la Universitatea de Stat de Medicină și Farmacie „Nicolae Testemițanu”[391]
- Valeriu Rudic, șef de catedră la Universitatea de Stat de Medicină și Farmacie „Nicolae Testemițanu”[391]
- Eremei Zota, profesor consultant la Universitatea de Stat de Medicină și Farmacie „Nicolae Testemițanu”[391]
- Nina Costiuc, primar al satului Budești, municipiul Chișinău[392]
- Nicolai Guțul, președinte al Consiliului coordonator al Organizației pentru Apărarea Drepturilor Slavilor „Vece”[392]
- Valerii Melnicov, antrenor emerit[392]
- Ion Arman, director al Societății cu Răspundere Limitată „Arman Plant”, raionul Briceni[393]
- Vasile Belous, director al Societății cu Răspundere Limitată „VAGADI Agro”, raionul Șoldănești[393]
- Vasile Gajiu, director al Societății cu Răspundere Limitată „CRIST VALG”, raionul Hîncești[393]
- Alexandr Muravschi[394]
- Mitrofan Cioban, șef de catedră la Universitatea de Stat din Tiraspol (cu sediul la Chișinău)[395]
- Eugen Chiriac, consilier al Mitropolitului Chișinăului și al Întregii Moldove[396]
- Gheorghe Dodu, ex-director general al Sanatoriului-Preventoriu de Bază „Constructorul”, municipiul Chișinău[396]
- Mihail Popovici, specialist coordonator în problema construcției apeductului Prut–Fălești, Consiliul Raional Fălești[396]
- Petru Dulgher, președinte al Societății Comerciale „Vinăria Țiganca” SRL[397]
- Nicolai Ruțchii, veteran al muncii și de război[397]
- Serghei Zincenco, președinte al Federației de Parașutism din Republica Moldova[397]

- Vladimir Ciobanu[398]

#### 2021
- Lidia Kulikovski, director adjunct cercetare și inovare al Bibliotecii Municipale „B. P. Hasdeu” (Chișinău)[399]
- Tatiana Badan, primară a satului Selemet, raionul Cimișlia, președintă a Asociației „Congresul Autorităților Locale din Moldova”[400]
- Gheorghi Barbarov, scriitor, jurnalist, traducător de limbă bulgară[400]
- Svetlana Beleaeva, profesoară, fondatoare a primului liceu clasic din Chișinău, promotoare a metodelor inovative în educație[400]
- Boris Boincean, doctor habilitat în științe agricole, profesor cercetător, expert în agricultura durabilă și cea ecologică[400]
- Paul Bran (post-mortem), primul rector al Academiei de Studii Economice din Moldova[400]
- Elizaveta Breahnă, oenologă, expertă în vinificație și coordonatoare a programelor de îmbunătățire și asigurare a calității vinului[400]
- Nicolae Bulat, istoric, director al Muzeului de Istorie și Etnografie din Soroca[400]
- Varvara Buzilă, etnografă, cercetătoare științifică coordonatoare la Muzeul Național de Etnografie și Istorie Naturală[400]
- Andrei Chiperi, antrenor emerit al Lotului Național de Lupte Feminine[400]
- Petru Chiperi, antrenor emerit al Lotului Național de Lupte Feminine[400]
- Constantin Curdoglo, profesor, membru al Uniunii Scriitorilor Găgăuziei[400]
- Aurelian Gulea, academician, doctor habilitat în științe chimice, profesor universitar[400]
- Tudor Iașcenco (post-mortem), jurnalist, fondator al ziarului „Cuvîntul”, cofondator al Asociației Presei Independente[400]
- Veronica Ilcu, asistentă parentală profesionistă în satul Teșcureni, raionul Ungheni[400]
- Viorel Iordachescu, Mare maestru internațional, cofondator al Academiei Naționale de Șah din Moldova[400]
- Alexandru Lungu, medic microbiolog, șef al Depozitului Național de Vaccinuri[400]
- Valentina Lungu, coordonatoare a Programului educațional „Pas cu Pas” în Republica Moldova, directoare a Școlii-Grădinițe nr. 152 „Pas cu Pas” din municipiul Chișinău[400]
- Valeriu Mițul (post-mortem), primar al comunei Corjova, raionul Dubăsari[400]
- Valeriu Muravschi (post-mortem), Prim-ministru (1991-1992)[400]
- Valentina Naforniță, soprană, solistă a Operei de Stat din Viena[400]
- Ioan Paulencu, cântăreț de operă, scenarist, regizor[400]
- Constantin Pîntea, bioinginer la Institutul de Medicină Urgentă[400]
- Nicolae Pojoga, fotograf documentalist, reporter special și expert de țară pentru jurnalismul în situații extreme[400]
- Tatiana Popa, fondatoare a Muzeului de artizanat „Casa Părintească” din satul Palanca, raionul Călărași[400]
- Vasile Romanciuc, poet, traducător, membru al Uniunii Scriitorilor din Moldova[400]
- Maria Sandu, cercetătoare științifică la Institutul de Ecologie și Geografie[400]
- Anatol Ștefăneț, compozitor, violonist, fondator al Formației ethno-jazz „Trigon”[400]
- Andrei Tamazlîcaru, folclorist, etnomuzicolog, fondator al Ansamblului „Tălăncuța”[400]
- Tatiana Țîbuleac, scriitoare, membră a Uniunii Scriitorilor din Moldova[400]
- Veaceslav-Iacob Țurcan (post-mortem), fondator Amnesty International Moldova[400]

#### 2022
- Ion Misic, expert zootehnician, Întreprinderea de Stat „Centrul Republican pentru Ameliorarea și Reproducția Animalelor”[401]
- Boris Boguș, profesor, doctor în psihologia sportului, antrenor emerit al Republicii Moldova (fotbal)[402]

#### 2023
- Vladimir Druc, regizor[403]
- Dumitru Olărescu, scenarist[403]
- Tudor Zbârnea, artist plastic, director general al Muzeului Național de Artă al Moldovei[403]
- Petru Tarhon, doctor habilitat în științe biologice, profesor universitar[404]
- Clubul Sportiv de Dans „Codreanca”[405]
- Svetlana Gozun, antrenor principal al Clubului Sportiv de Dans „Codreanca”[406]
- Valentina Sturza, victimă a deportărilor, președintă  de onoare a Asociației Foștilor Deportați și Deținuți Politici din  Moldova[407]
- Nicu Popescu, viceprim-ministru, ministru al afacerilor externe și integrării europene[408]

#### 2024
- Emmanuel Jean-Michel Frédéric Macron, Președintele Republicii Franceze[409]
- Elaine Folk Marshall⁠(d), Secretar de Stat al statului Carolina de  Nord, Statele Unite ale Americii[410]
- Petru Hadîrcă, actor, regizor, director general al Teatrului Național „Mihai Eminescu”[411]
- Muzeul Național de Artă al Moldovei[412]
- Valeriu Duminică⁠(d), maestru internațional al sportului, antrenor emerit al Republicii Moldova (judo)[413]

#### 2025
- Elena Bontea, artistă plastică, membră a Uniunii Artiștilor Plastici din Republica Moldova[414]
- Nicolae Dohotaru, dirijor, director general al Teatrului Național de Operă și Balet „Maria Bieșu”[414]
- Emilian Galaicu, poet, prozator, critic literar, traducător, membru al Uniunii Scriitorilor din Moldova[414]
- Raisa Botezatu, judecătoare în demisie, veteran al sistemului judiciar[415]
- Salome Zurabișvili, al 5-lea președinte al Georgiei[416]